# 冠軍
冠軍表示軍功卓越勝於其他的人。也是古代將軍的名號。冠軍一詞源於中國秦朝末年，各國起事，楚國大將宋義獲楚义帝封為上將軍，又名「卿子冠軍」。冠軍從此成為了大將軍的代名詞，意思是所有將領當中的第一人。
現代則將競賽中獲得第一名的優勝者稱為冠軍，意思是第一名。